# ルクレシア・マルテル
ルクレシア・マルテル（Lucrecia Martel, 1966年12月14日 - ）は、アルゼンチンの映画監督、脚本家。

## 経歴
ブエノスアイレスのNational Experimentation Filmmaking Schoolで学ぶ。
1998年から1994年まではテレビや短編映画を制作。2001年に監督したコメディ・ドラマ『沼地という名の町』で世界的に高い評価を得た。2008年の『頭のない女』ではスール賞作品賞を受賞した。

## 主な作品
- 沼地という名の町 La Ciénaga  (2001)
- La niña santa (2004)
- 頭のない女 La mujer sin cabeza (2008)
- サマ Zama (2017)

## 参照
1. ↑  Cannes Film Festival Archived 2006年11月21日, at the Wayback Machine. - bio and filmography at Cannes.